# Macromitrium perfragile
Macromitrium perfragile är en bladmossart som beskrevs av Edwin Bunting Bartram 1952. Macromitrium perfragile ingår i släktet Macromitrium och familjen Orthotrichaceae. Inga underarter finns listade i Catalogue of Life.